# Marije Vlaskamp
Marije Vlaskamp (Veghel, 29 januari 1969) is correspondent in China met als standplaats Peking voor onder andere RTL Nieuws en Algemeen Dagblad.
Vlaskamp kwam in 1995 na haar studie journalistiek aan de Erasmus Universiteit Rotterdam terecht bij dagblad Het Parool als verslaggeefster. In 2001 vertrok ze naar China, Peking om aan de slag te gaan als correspondent voor AD Nieuwsmedia, BNR Nieuwsradio en sinds 2003 ook voor RTL Nieuws.
In 1995 won Vlaskamp Het Gouden Pennetje, de aanmoedigingsprijs van het Nederlands Genootschap van Hoofdredacteuren voor jong journalistiek talent.
Vlaskamp was van 2001 tot 2019 correspondent in China, en werkt sinds haar terugkeer in Nederland als buitenlandredacteur voor De Volkskrant.